# Claudio Martínez de Pinillos
Claudio Martínez de Pinillos y Ceballos, ii conde de Villanueva y i vizconde de Valvanera (La Habana, 30 de octubre de 1782-Madrid, 23 de diciembre de 1852), fue un político, hacendado, economista y financiero hispanocubano, superintendente general subdelegado de la Real Hacienda de Cuba, tesorero general del Ejército y Real Hacienda, senador vitalicio y grande de España.

## Biografía
Era hijo de un importante y acaudalado comerciante, Bernabé Martínez de Pinillos, originario de Logroño y establecido en La Habana a mediados del siglo XVIII, donde estuvo entre los fundadores del Real Consulado y Junta de Fomento (1795), y de Luisa María de Ceballos Díaz.

## Estudios
Claudio Martínez de Pinillos fue una de las personas más importantes de la política y la economía cubana en la primera mitad del siglo XIX. Hábil, activo e inteligente, se educó con esmero en el seminario de San Carlos, destacando en especial en idiomas y matemáticas, de los que tenía además profesores particulares, e ingresó muy joven en el Regimiento de Voluntarios de Caballería de La Habana, donde llegó a ser capitán; además, en 1798 alcanzó el grado de subteniente del Regimiento de Milicias de Dragones de Matanzas. 

## Viaje a España
Trabajó como secretario del intendente José Pablo Valiente, con quien vino a Madrid en 1805; en 1806 estaba en Toledo, y en 1807 consiguió un hábito de la Orden de Calatrava. Fue ayudante de campo del general Francisco Javier Castaños durante la Guerra de la Independencia y recibió la Medalla de Honor de la batalla de Bailén y el grado de teniente coronel de infantería.
En 1810 el Ayuntamiento de La Habana, el Real Consulado y la Junta de Fomento le apoderaron para representar los intereses de la oligarquía criolla ante el Consejo de Regencia; demostró su habilidad diplomática intrigando con Manuel Albuerne y Esteban Fernández de León ("oscuras maniobras", escribe Inés Roldán de Montaud), de forma que consiguió del ministro de Hacienda, el marqués de las Hormazas, una Real Orden de 17 de mayo de 1810 que autorizaba el comercio libre de los puertos de Indias con las colonias extranjeras y las naciones europeas, algo que fue anulado de inmediato cuando los comerciantes de Cádiz se enteraron y presionaron. Pinillos consiguió eludir su responsabilidad penal (por lo visto Hormazas había firmado el documento sin leerlo). También logró Pinillos la difícil confianza de Fernando VII, con lo que logró congraciar a la oligarquía azucarera cubana con la Corona. Así, fue nombrado tesorero general del Ejército y Real Hacienda.

## Regreso a Cuba
Volvió a la Gran Antilla en octubre de 1814; en 1818 consiguió además del rey un decreto que reestablecía el libre comercio. Pronto anónimos enemigos empezaron a publicar contra él, narrando los medios con que había restaurado la fortuna de su padre:

Las certificaciones de créditos de Santo Domingo, compradas al tenedor por la cuarta parte de su valor y aun por menos y después pagadas con preferencia a las demás atenciones del Erario, fueron los primeros recursos escogitados para pasar de un extremo a otro: las contratas de suministros al ejército, a la marina y a hospitales por medio de agentes particulares fueron otros, no de menos importancia; y los otros no últimos duplicar partidas de datas, omitir cargos y extracción clandestina de numerario efectivo en gran cantidad.

En abril de 1821 sustituyó interinamente al intendente Alejandro Ramírez, y logró que las Cortes dejaran sin efecto un arancel de aduanas que habían aprobado, muy perjudicial para las importaciones extranjeras de Cuba. Tras la ocupación de los Cien mil hijos de San Luis en 1823, las corporaciones cubanas lo volvieron a enviar para conseguir más réditos del restablecido monarca absoluto. Consiguió sentarse en la Junta de Aranceles que en Madrid estudiaba los que convenían a Cuba, y prestó de su fortuna personal y la de sus amigos 400 000 pesos fuertes al vacío erario público, en lo que correspondió Fernando VII nombrándolo intendente de Hacienda de Cuba y condecorándolo con la Cruz de Isabel la Católica.
Regresó a La Habana en octubre de 1825, y estuvo en el cargo de forma casi ininterrumpida hasta 1851. Desde allí reformó la economía y fiscalidad de Cuba de una forma ilustrada y liberal, afianzando su prestigio entre los criollos y la Corte de Madrid: racionalizó y disminuyó los impuestos y trabas a la producción y el comercio, fomentó el desarrollo agropecuario y el comercio exterior e interior; creó el Depósito Mercantil, extendió el uso de la contabilidad y publicó unas Balanzas anuales del comercio que fueron las primeras en España. Mejoró el Jardín Botánico y los hospitales y casas de socorro, creó escuelas y caminos vecinales. Dio impulso al mundo científico y literario al subvencionar la publicación de los Anales de Ciencia, Literatura y Comercio, y fundó el Archivo Nacional. Una acusada prosperidad empezó a extenderse por toda la isla, y asimismo ascendieron las rentas públicas desde 5 000 000 en 1824 a 11 500 000 en 1840, doblándose en solo quince años, algo apercibido gratamente por el erario en la península ibérica, donde su nombre era muy prestigioso. Además reforzó las medidas defensivas contra los planes y expediciones separatistas e insurgentes que se fraguaban en México y Colombia.
Fue nombrado consejero de Estado y, en 1829, heredó el título de conde de Villanueva de su padre, que lo había recibido en 1825 en su lugar, pues se pretendía honrar a su hijo, y recibió las cruces de Carlos III y de caballero del Santo Sepulcro en 1833. Al año siguiente fue nombrado prócer en las Cortes del Estatuto Real, aunque no llegó a tomar posesión. Como presidente de la Real Junta de Fomento, construyó un acueducto, el Canal del Vento, necesario para abastecer de agua a La Habana, y la primera línea de ferrocarril de España y sus colonias: La Habana-Güines (1837). Creó mercados, abrió plazas, fundó en La Habana el Banco Real de Fernando VII y el Monte de Piedad.

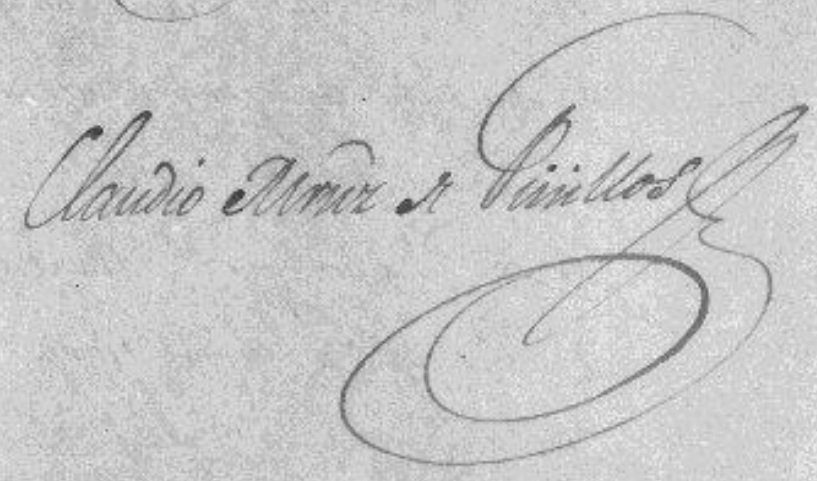
Firma de Claudio Martínez de Pinillos Ceballos, II conde de Villanueva

Como es lógico, estos méritos le granjearon un gran poder y acabaron suscitando envidias y un creciente número de adversarios. Por ejemplo, tuvo un enfrentamiento con el capitán general Miguel Tacón en 1837; sin embargo, el prestigio alcanzado en la Corte madrileña hizo que se fallara en su favor. Más tarde, sus enemigos lograron que en marzo de 1839 el ministro de Hacienda Francisco Pita Pizarro nombrara una Comisión Regia para fiscalizar sus cuentas y, sintiéndose desautorizado, dimitió; pero ya en agosto era devuelto a su puesto. En marzo de 1841 el regente del Partido progresista, Baldomero Espartero, lo relevó y dio la Intendencia a Antonio Larrúa; pero en septiembre de 1843, tras el retorno de los moderados al poder, se le repuso en la Intendencia y además lo nombraron senador vitalicio (15-V-1845) y le dieron la grandeza de España para sí y sus sucesores.

## Retiro en España y muerte
En 1851 pidió licencia para retirarse a la península ibérica, juró su cargo de senador y se incorporó al Consejo de Ultramar; falleció en una de sus reuniones, el 23 de diciembre de 1852. De su matrimonio con María Teresa Ugarte y Risel (1827) tuvo un solo hijo, Claudio.

## Obras
- Representación hecha a las Cortes Generales del Reino en 11 de diciembre e 1821, por la Diputación Provincial, Ayuntamiento, Consulado y Sociedad Patriótica de La Habana, de cuyas resultas dejó de hacerse estensivo (sic) a la Isla de Cuba el sistema de aduanas y aranceles mandado generalmente a observar en el año anterior, Madrid, Imprenta de la Compañía Tipográfica, 1839.